# Ermindo Onega
Ermindo Onega (Las Parejas, 30 april 1940 – Lima, 21 december 1979) was een Argentijns voetballer. Hij speelde het grootste deel van zijn carrière voor River Plate. Zijn jongere broer Daniel Onega speelde ook voor deze club. 
Hij overleed op 39-jarige leeftijd bij een auto-ongeluk.